# Melitta californica
Melitta californica is een vliesvleugelig insect uit de familie Melittidae. De wetenschappelijke naam van de soort is voor het eerst geldig gepubliceerd in 1909 door Henry Lorenz Viereck.